# Naturschutzgebiet Riedholz und Grettstädter Wiesen
Das Naturschutzgebiet Riedholz und Grettstädter Wiesen ist ein etwa 119 Hektar großes Naturschutzgebiet im Naturraum Schweinfurter Becken. Es liegt innerhalb der Gemeinden Schwebheim, Grettstadt und Kolitzheim im unterfränkischen Landkreis Schweinfurt. Das Gebiet befindet sich südöstlich des Ortes Schwebheim und wurde im Jahr 1982 als Schutzgebiet ausgewiesen.

## Geographische Lage
Das Schutzgebiet liegt im südlichen Teil des Naturraums Schweinfurter Becken. Es erstreckt sich entlang des Unkenbachs zwischen den Ortschaften Schwebheim, Röthlein und Grettstadt.
Nördlich grenzt das Schutzgebiet an den Ort Schwebheim sowie an die Staatsstraße 286. Weiter nördlich befindet sich das Naturschutzgebiet Spitalholz bei Gochsheim. In nördlicher Richtung schließt sich zudem das Stadtgebiet von Schweinfurt an.
Östlich liegt die Gemeinde Grettstadt. Weiter östlich erstrecken sich landwirtschaftliche Flächen bis zu den Orten Dürrfeld und Sulzheim. Südlich grenzen die Ortsteile Unterspiesheim und Oberspiesheim der Gemeinde Kolitzheim an. Ebenfalls südlich liegt das Naturschutzgebiet Sulzheimer Gipshügel.
Westlich des Schutzgebiets befindet sich der Ort Röthlein sowie das Naturschutzgebiet Elmuß. Noch weiter westlich schließen sich das Gemeindegebiet von Grafenrheinfeld an. Das Schutzgebiet wird vom Unkenbach durchflossen, der sich naturnah durch die Wiesen- und Auenlandschaft schlängelt.
Das Naturschutzgebiet liegt innerhalb der Schutzzone des Europäischen Vogelschutzgebiets Schweinfurter Becken und nördliches Steigerwaldvorland sowie im FFH-Gebiet Unkenbachaue mit Sulzheimer Gipshügel und Grettstädter Wiesen.

## Geschichte und Geologie
Das Gebiet der Grettstädter Wiesen ist unter Botanikern schon seit Beginn des 20. Jahrhunderts als „Grettstadter Reliktengebiet“ bekannt. Die Moorflächen des Gebietes wurden jedoch im Lauf des 20. Jahrhunderts weitgehend trockengelegt, zur Jahrtausendwende waren lediglich drei kleinere, nicht miteinander verbundene Flächen in den Grettstädter Wiesen als Biotope erhalten.
Das Gebiet ist eine teils moorige Wiesenfläche sowie der Auwald „Riedholz“ im weitgehend baumfreien Schweinfurter Becken entlang des Unkenbaches.
Durch das Naturschutzgebiet verläuft ein Naturlehrpfad.

## Flora und Fauna
Sowohl die Wiesen als auch der Auwald sind reich an Knabenkräutern und anderen heimischen Orchideen wie etwa dem Frauenschuh.

## Naturwaldreservat
Innerhalb des Naturschutzgebiets liegt das Naturwaldreservat Riedholz, ein naturnaher Traubenkirschen-Erlen-Eschenwald auf feuchten Böden mit einem durchziehenden Bachlauf. Die Bodenvegetation wird von feuchtigkeitsliebenden Pflanzen geprägt, darunter die geschützte Frühlings-Knotenblume. Es wurden zehn Strauch- und 18 Baumarten festgestellt, wobei Esche, Schwarzerle und Traubenkirsche dominieren. Hinweise auf frühere Mittelwaldnutzung liefern alte Stieleichen und Stockausschläge.